# Schelklingen
Schelklingen – miasto w Niemczech, w kraju związkowym Badenia-Wirtembergia, w rejencji Tybinga, w regionie Donau-Iller, w powiecie Alb-Donau. Leży w Górnej Szwabii, nad rzeką Ach, ok. 19 km na zachód od Ulm.

## Galeria

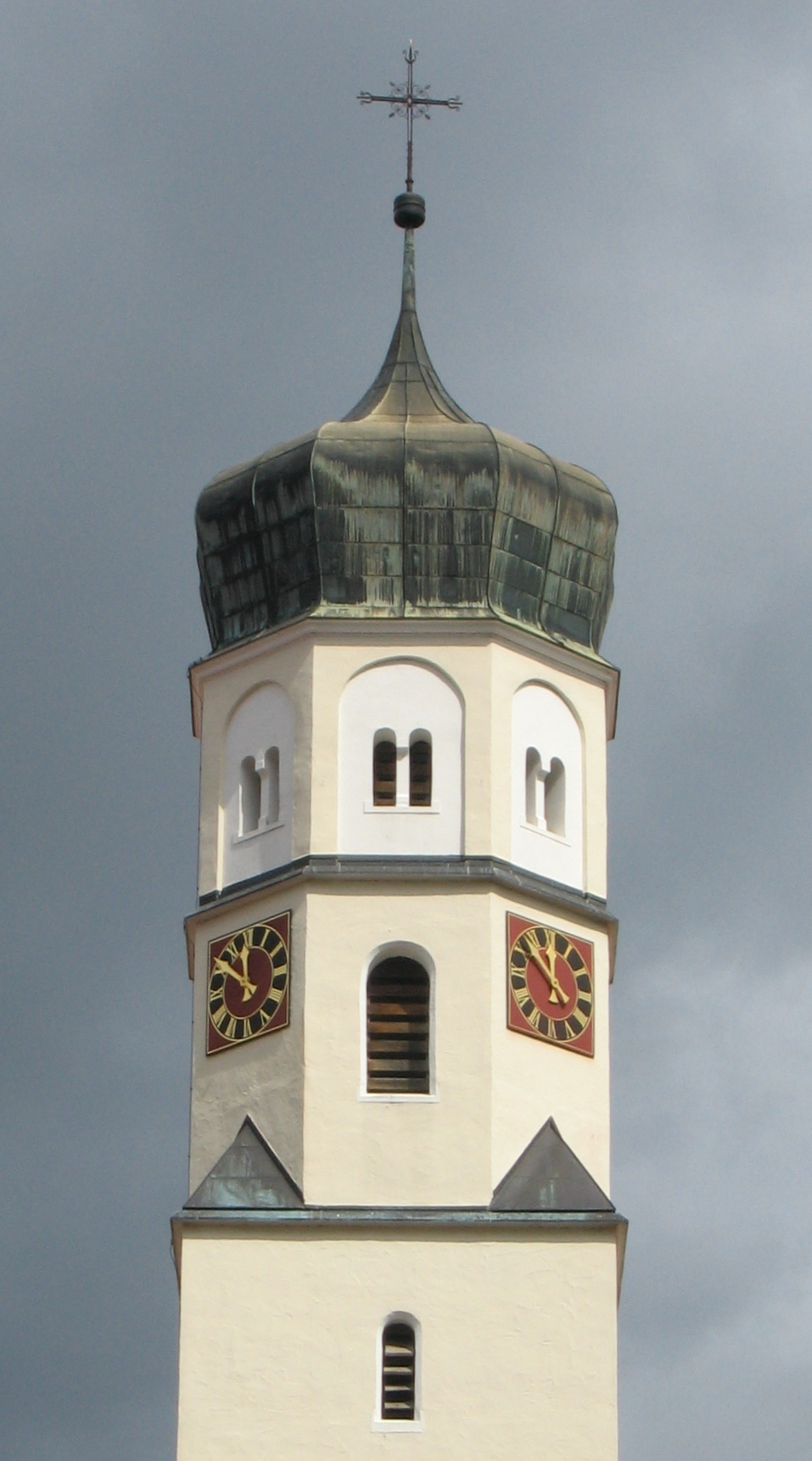
Wieża kościoła w Schelklingen
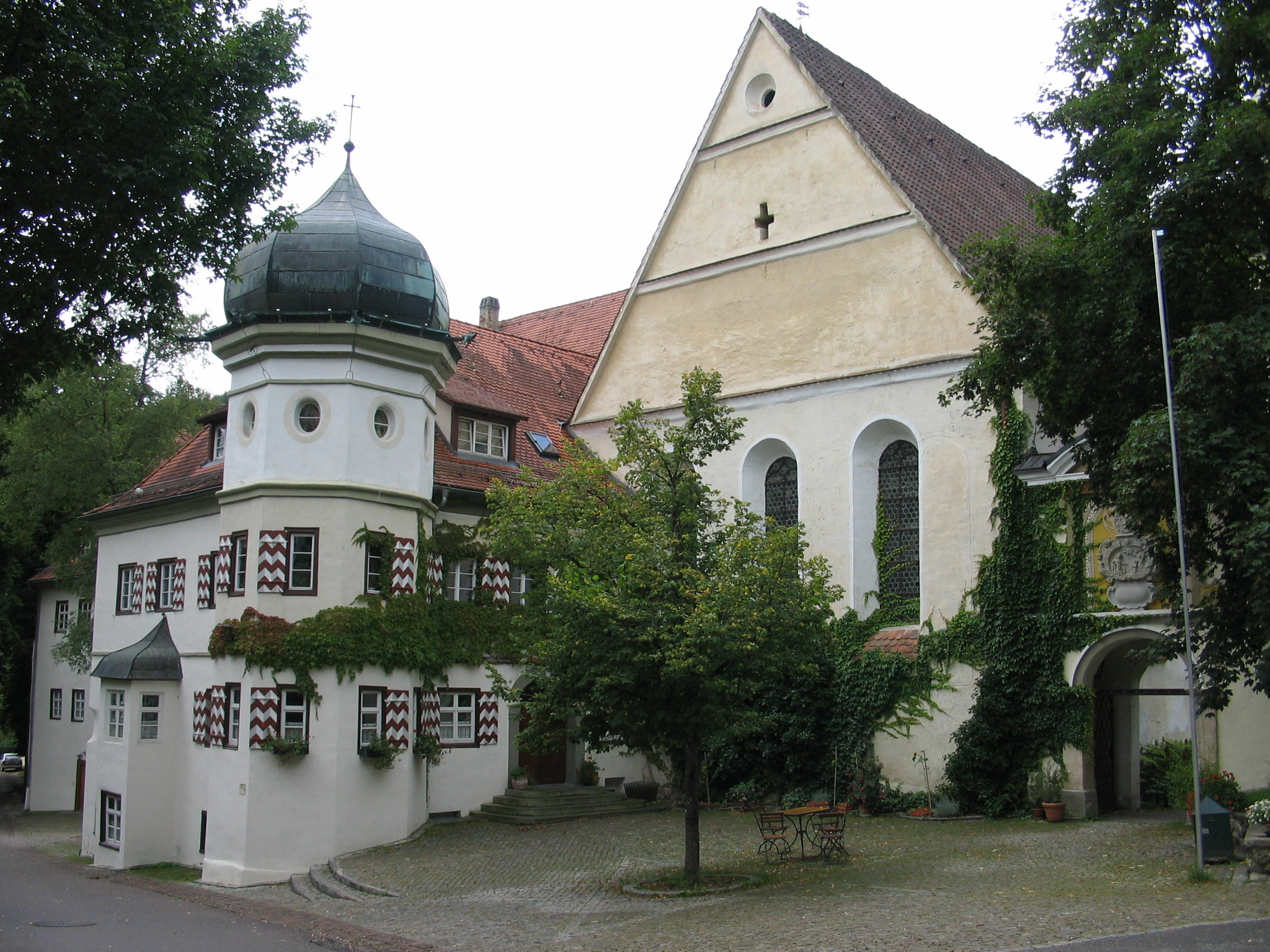
Klasztor Urspring
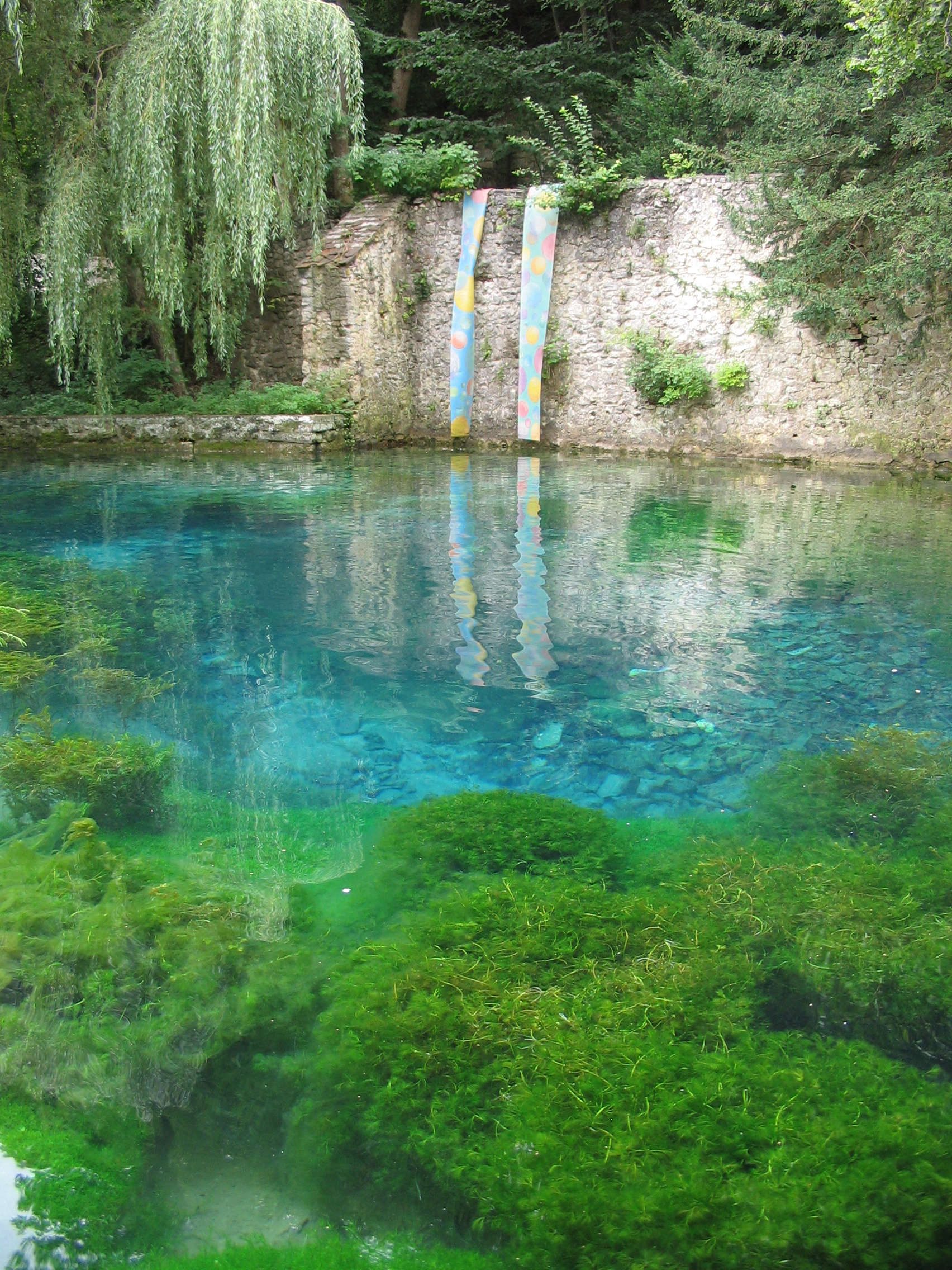
Ach